# Домінік Парсонс
Домінік Едвард Парсонс (англ. Dominic Edward Parsons; нар. 8 вересня 1987) — британський  скелетоніст, олімпійський медаліст. 
Бронзову олімпійську медаль Парсонс виборов на Пхьончханській олімпіаді 2018 року. 

## Зовнішні посилання
- Досьє на сайті IBSF [Архівовано 3 березня 2018 у Wayback Machine.]

## Виноски
1. ↑  Olympedia — 2006.
2. ↑  Men's results (PDF). Архів оригіналу (PDF) за 17 лютого 2018. Процитовано 20 квітня 2018.